# Rudolf Schulz (Fußballspieler)
Rudolf Schulz (* 8. September 1926 in Lünen; † 6. August 2014) war ein deutscher Fußballspieler.

## Karriere

### Borussia Dortmund
Schulz spielte zunächst als Stürmer für Borussia Dortmund, für den er die Saison 1949/50 in der Oberliga West, in einer von fünf Staffeln als höchste deutsche Spielklasse, bestritt. Sein Oberliga-Debüt gab er am 11. September 1949 (2. Spieltag) bei der 1:2-Niederlage im Auswärtsspiel gegen den STV Horst-Emscher, sein erstes Tor erzielte er am 2. Oktober 1949 (5. Spieltag) beim 4:1-Sieg im Heimspiel gegen Hamborn 07 mit dem Treffer zum 1:0 in der sechsten Minute. Am Ende seiner Premierensaison – er absolvierte alle 30 Saisonspiele, in denen er zehn Tore erzielte – ging er mit der Mannschaft als Meister der Oberliga West hervor. Infolgedessen kam er auch in der Endrunde um die Deutsche Meisterschaft zum Einsatz, doch nach nur einem Spiel schied er mit der Mannschaft aus dem Wettbewerb aus. Gegen den amtierenden Meister VfR Mannheim wurde am 21. Mai 1950 in Gladbeck das Achtelfinale verloren.

### Preußen Münster
Von 1950 bis 1962 bestritt er dann 299 Punktspiele für den Ligakonkurrenten Preußen Münster als Mittelfeldspieler und erzielte 30 Tore.
Sein Debüt gab er am 27. August 1950 (1. Spieltag) beim 3:1-Sieg im Auswärtsspiel gegen den Rheydter Spielverein, sein erstes Tor erzielte er am 3. September 1950 (2. Spieltag) beim 1:0-Sieg im Heimspiel gegen Rot-Weiß Oberhausen mit dem Treffer zum Endstand in der 24. Minute.
Als Zweitplatzierter der Saison 1950/51 nur einen Punkt hinter dem Meister der Oberliga West, FC Schalke 04, war er mit seiner Mannschaft – und diese auch – das einzige Mal als Teilnehmer an der Endrunde um die Deutsche Meisterschaft qualifiziert.
In der Endrunde, die in zwei Gruppen zu jeweils vier Mannschaften ausgetragen wurde, und deren Gruppensieger das Finale bestritten, kam er siebenmal zum Einsatz. Er bestritt die letzten fünf Spiele der Gruppe 2, die er mit seiner Mannschaft als Sieger abschloss und somit das Finale erreichte. Im letzten Gruppenspiel am 10. Juni 1950 beim 8:2-Sieg bei Tennis Borussia Berlin erzielte er sein einziges Tor, den 1:2-Anschlusstreffer in der 30. Minute.
Das am 30. Juni 1951 im Berliner Olympiastadion gegen den 1. FC Kaiserslautern ausgetragene Finale wurde trotz der 1:0-Führung durch Felix Gerritzen in der 47. Minute noch mit 1:2 durch die beiden von Ottmar Walter in der 61. und 74. Minute erzielten Tore verloren; es ist der bis heute größte sportliche Erfolg, den eine Mannschaft von Preußen Münster erzielte.
Ferner bestritt er ein/zwei Spiele im DFB-Pokal-Wettbewerb, zunächst am 17. August 1952 in der 1. Runde, das mit 3:5 nach Verlängerung gegen den VfB Mühlburg verloren wurde, dann am 8. April 1964 – ebenfalls in der 1. Runde – das mit 1:3 gegen den Karlsruher SC verloren wurde.
Mit dem Einsatz am letzten Spieltag der Saison 1962/63, am 7. April 1962, bei einem 4:4-Auswärtsremis beim Meister 1. FC Köln, beendete Rudolf Schulz seine langjährige Oberligakarriere. Er lief nochmals als linker Außenläufer im damals praktizierten WM-System an der Seite von Mitspielern wie Klaus Bockisch, Hermann Lulka, Manfred Pohlschmidt und Harald Beyer auf. Von 1963 bis 1968 trainierte er die Amateure des SC Preußen, danach übernahm er die Spielvereinigung Erkenschwick und stieg in die zweitklassige Fußball-Regionalliga West auf. Nach einer Zwischenstation in Riesenbeck kam Schulz 1973 zum TuS Hiltrup, wo er noch über Jahre in der Jugendabteilung tätig war.

## Erfolge
- Zweiter der Deutschen Meisterschaft 1951
- Meister der Oberliga West 1950